# Natural Docs
Natural Docs es un generador de documentación multi-lenguaje. Fue escrito en Perl y está disponible como software libre bajo la licencia GNU General Public License. Uno de sus objetivos es mantener los comentarios originales escritos en el código fuente tan legibles como en la documentación generada. Fue escrito y es mantenido por Greg Valure.
Teóricamente, puede generar documentación de todo lenguaje que soporte comentarios, o de archivos de texto plano. Al ser ejecutado, documenta automáticamente funciones, variables, clases y herencia si el código fuente está en ActionScript, C#, o Perl, sin importar la documentación que pueda haber en el código. Para el resto de los lenguajes, estas entidades deben ser explicitadas para ser generadas. El único formato de salida soportado es el HTML, pudiendo generar páginas con o sin marcos.

## Ejemplo
El siguiente es un ejemplo del estilo de documentación:
```
/*
 * Function: Multiplicar
 * 
 * Multiplica dos enteros.
 *
 * Parameters:
 *    x - El primer entero.
 *    y - El segundo entero.
 *
 * Returns:
 *    El producto de ambos enteros.
 *
 * Ver también:
 *    <Dividir>
 */

int Multiplicar (int x, int y)
   {  return x * y;  };
```

Como comparación, se muestra el código equivalente con Javadoc:
```
/** 	 
 * Multiplica dos enteros.
 * 	 
 * @param x El primer entero.
 * @param y El segundo entero.
 * @return El producto de ambos enteros.
 * @see Dividir
 */ 	 

int Multiplicar (int x, int y) 	 
   { return x * y; };
```